# يان كيرشهوف
يان كيرشهوف (بالألمانية: Jan Kirchhoff) (مواليد 1 أكتوبر 1990 في فرانكفورت – ألمانيا) لاعب كرة قدم ألماني يلعب حاليا لصالح نادي الدرجة الأولى ماينز الألماني منذ 2007 في مركز قلب الدفاع .

## روابط خارجية
- يان كيرشهوف على موقع قاعدة بيانات كرة القدم.إي يو (الإنجليزية)
- يان كيرشهوف على موقع بيانات كرة القدم. دي إي (الألمانية)
- يان كيرشهوف على موقع Soccerbase.com (لاعب) (الإنجليزية)
- يان كيرشهوف على موقع Soccerway.com (الإنجليزية)
- يان كيرشهوف على موقع عالم كرة القدم.نت (الإنجليزية)
- يان كيرشهوف على موقع كووورة
- يان كيرشهوف على موقع AS.com (الإسبانية)